# Prostituição na Índia colonial
A prática da Prostituição na Índia colonial foi influenciada pelas políticas do Domínio britânico na Índia. Durante os séculos XIX e XX, o governo colonial facilitou, regulamentou e permitiu a existência da prostituição. Não apenas a prostituição na Índia foi afetada pela política do Governador-Geral da Índia, mas também foi influenciada pelas crenças morais e políticas das autoridades britânicas, bem como pelos conflitos e tensões entre essas autoridades e a população indiana em geral. O governo colonial teve um efeito profundo na prostituição na Índia, tanto do ponto de vista legislativo quanto social.

## Lei de Cantonamento de 1864
Embora os governos de muitos estados principescos indianos já tivessem regulamentado a prostituição antes da década de 1860, tal regulamentação na Índia britânica foi introduzida pela primeira vez pela Lei de Cantonamento de 1864. As Leis de Cantonamento regulamentavam e organizavam a prostituição nas bases militares britânicas. Essas leis previam cerca de doze a quinze mulheres indianas para cada regimento de soldados britânicos. Cada regimento contava com cerca de mil soldados. Essas mulheres eram mantidas em bordéis chamados chaklas. Elas eram licenciadas por oficiais militares e só podiam se relacionar com soldados. A maioria dessas mulheres vinha de famílias pobres e não tinha outras oportunidades de independência social ou econômica. As desigualdades estruturais que empurravam as mulheres para a prostituição eram frequentemente reforçadas pelos governos coloniais.
Além disso, a Lei de Cantonamento de 1864 previa o estabelecimento e a expansão de hospitais nos cantonamentos. As mulheres que trabalhavam nos chaklas frequentemente eram obrigadas a se submeter a exames médicos semanais para verificar sinais de doenças venéreas. As prostitutas eram muitas vezes mantidas contra a vontade nesses hospitais-prisão, especialmente se fossem diagnosticadas com alguma doença venérea. A Lei de Cantonamento de 1864, originalmente destinada às bases militares, acabou sendo estendida para as Presidências e Províncias da Índia Britânica. No entanto, quando o número de militares acometidos por doenças venéreas aumentou, exigiram-se mais regulamentações. Isso levou eventualmente às Leis de Doenças Contagiosas britânicas aplicadas na Índia.

## Lei de Cantonamento de 1895
À medida que a prática da prostituição se tornava fonte de discórdia entre indianos e britânicos, outra Lei de Cantonamento foi promulgada. Essa lei de 1895 proibiu explicitamente qualquer licenciamento ou aprovação oficial da prostituição nos cantonamentos. Essa medida foi vista como forma de prevenir a propagação de doenças venéreas, e grande parte do setor militar se opôs à lei. As Leis de Cantonamento exemplificam parte das tensões em torno da prostituição na Índia colonial.

## Leis de Doenças Contagiosas
Entre 1864 e 1869, muitas regiões da Índia britânica, incluindo os cantonamentos militares, ficaram sujeitas às Leis de Doenças Contagiosas. Essas leis tiveram origem na própria Grã-Bretanha e foram depois introduzidas na Índia britânica e em outras possessões britânicas. As Leis de Doenças Contagiosas indianas tinham conteúdo semelhante, mas escopo mais amplo do que as leis domésticas. Essas leis visavam responder ao crescente número de casos de doenças venéreas entre as tropas britânicas. Registros históricos indicam que uma em cada três ocorrências de enfermidade no Exército era por doença venérea. Os britânicos viram a necessidade de regulamentar a prostituição para proteger seus militares, e a questão das doenças venéreas tornou-se preocupação do Quartel-Mestre Geral da Índia, Sir Edward Chapman. As leis exigiam o registro das mulheres envolvidas na prostituição, que deviam portar uma licença em forma de carteira. Além disso, determinavam exames médicos regulares para mulheres prostitutas. Se diagnosticadas com infecção, eram obrigadas a tratamento hospitalar. Caso recusassem, podiam ser presas. Uma vez curadas, eram liberadas. Nenhuma dessas medidas se aplicava a homens. As leis alvejavam apenas mulheres prostitutas, sujeitas a licenciamento e exames médicos.

### Oposição às Leis de Doenças Contagiosas
Desde a promulgação das Leis de Doenças Contagiosas, houve controvérsias. Crescia um movimento abolicionista que visava o fim da prostituição regulamentada pelo Estado. Parte da oposição veio de feministas como Josephine Butler, que viam as prostitutas como obstáculo à igualdade social e buscavam o fim da prostituição sancionada pelo Estado. Outros abolicionistas consideravam a prostituição estatal moralmente ofensiva e danosa. Em 1869, formaram-se grupos contrários às leis, como a National Association for the Repeal of the Contagious Diseases Act e a Ladies National Association for the Repeal of the Contagious Diseases Acts. Esses esforços de revogação foram bem-sucedidos em 1883, quando as leis foram suspensas. No ano seguinte, foram completamente revogadas.

## Imigração de prostitutas europeias
No início do século XX, prostitutas europeias passaram a atuar nas principais cidades e portos da Índia britânica, onde as autoridades coloniais se opunham cada vez mais ao contato sexual entre britânicos e mulheres indianas. À medida que os portos se tornavam mais importantes na Índia, mais marinheiros europeus viajavam para o país, aumentando a demanda por serviços sexuais, o que atraiu mulheres europeias para trabalhar como prostitutas. As autoridades britânicas toleravam a imigração de prostitutas europeias na esperança de que seus homens recorressem a elas em vez de mulheres indianas.
Embora a prostituição regulamentada pelo Estado fosse vista como meio de satisfazer marinheiros e soldados, as prostitutas europeias geraram outra crise racial para as autoridades britânicas, suscitando temores sobre relações sexuais entre homens “nativos” e prostitutas brancas. Essa interação era vista como ameaça às hierarquias coloniais baseadas em classe e raça, e havia receio de crianças mestiças resultantes dessas uniões, que ameaçavam a pureza racial europeia. Entretanto, havia menos preocupação com uniões entre homens brancos e mulheres indianas, embora também pudessem gerar filhos.
De modo geral, mulheres indianas não eram vistas como vítimas ao se envolverem em prostituição com britânicos. Embora relações sexuais entre britânicos e indianas fossem aceitáveis, as autoridades britânicas preferiam que seus homens se envolvessem com europeias. Stephen Edwardes, comissário de polícia em Bombaim de 1909 a 1917, observou que os bordéis de mulheres europeias eram aceitos para evitar que britânicos tivessem relações com indianas. A desaprovação social crescente forçou as autoridades a encarar a prostituição como mal necessário.
A preocupação com o bem-estar das prostitutas aumentou. Pressões internacionais levaram a ações contra o tráfico de mulheres e meninas, embora esse foco recaísse principalmente nas europeias. Cresceu o receio da chamada “escravidão branca”, termo cunhado na década de 1880 para descrever o tráfico internacional de prostitutas europeias. Obsessão pública surgiu com a preocupação de proteger mulheres europeias em “terras incivilizadas” do tráfico. Devido a esse foco nas europeias, movimentos abolicionistas feministas e cristãos fizeram do combate à “escravidão branca” prioridade em suas agendas.
Na maioria dos casos, prostitutas europeias eram consideradas “brancas pobres” ou “europeias de baixo status social”, indicando sua posição socioeconômica desfavorecida. Há indícios de que muitas das traficadas e seus traficantes eram judeus. Referir-se a essas mulheres como “menos brancas” baseava-se frequentemente em antissemitismo. Termos como “menos branca” refletiam visão de que eram menos valorizadas. A Liga das Nações também foi pressionada a agir. Sob essa pressão, criou-se um comitê para combater o tráfico de prostitutas europeias. Por fim, o Parlamento aprovou o Criminal Law Amendment Act de 1912 em resposta ao pânico sobre “escravidão branca”. Essa lei permitiu ação legal rápida contra cafetões e traficantes, com punições mais severas para quem aliciava mulheres para a prostituição. Em razão da Primeira Guerra Mundial e dos movimentos abolicionistas, os britânicos na Índia acabaram cedendo às pressões. Os bordéis permaneceram legais somente até a década de 1930.

## Confrontos religiosos
Os britânicos foram proativos na legislação estatal, mas mal-entendidos culturais influenciaram como e até que ponto práticas consideradas prostituição pelos britânicos foram regulamentadas. Um desses equívocos foi a percepção dos Devadasis. Essas mulheres, dedicadas a templos hindus, mantinham relações sexuais com homens da elite social. Eram frequentemente relações não monogâmicas com vários membros da nobreza. Isso ofendia os conceitos britânicos tradicionais de casamento e conduta moral. A natureza sexual da ocupação das Devadasis era amplamente condenada pelos britânicos. Portanto, oficiais britânicos focaram nos papéis sexuais das Devadasis e incentivaram leis contra essa prática. Os britânicos viam a tradição hindu de dedicar jovens ao templo como exploração de menores para fins de prostituição, e, a partir da década de 1860, condenações por “prostituição de templo” tornaram-se frequentes. O choque cultural tornou-se evidente à medida que legisladores britânicos aprovavam mais leis contra as práticas Devadasi. Eventualmente, o Código Penal indiano incluiu a prática Devadasi como crime.
Embora as sensibilidades morais britânicas fossem perturbadas pelos costumes Devadasi, também não estavam acostumadas aos direitos tradicionais das Devadasis. Pelo Direito Hindu, tinham direitos de propriedade e herança, algo raro para mulheres. Apesar de certas formas de prostituição serem permitidas, as Devadasis acabaram sendo enquadradas como forma ilegítima de prostituição.

## Justificativas para a prostituição
As autoridades britânicas apresentaram várias justificativas para a regulamentação estatal da prostituição na Índia colonial. Uma delas era a ideia de que a prostituição era salvaguarda vital contra a homossexualidade. Especificamente, o acesso a prostitutas era necessário para impedir que militares britânicos adotassem comportamento homossexual. Por isso, administradores militares aprovavam bordéis nos cantonamentos. Um relatório de 1917 do governo indiano afirmava que a homossexualidade se espalharia se homens fossem privados de acesso a mulheres. Esse temor tinha raízes coloniais. Muitos colonialistas europeus viam a homossexualidade como perversa, “não britânica”, enquanto consideravam práticas de mesmo sexo naturais para outros povos considerados “inferiores”, como indianos, árabes e africanos.
As autoridades viam outra necessidade na prostituição, especialmente entre militares: afastar o tédio dos soldados e reforçar o domínio imperial por meio do controle sexual das mulheres indianas. Os britânicos preservaram e regulamentaram a prostituição por meio de licenças obrigatórias e exames médicos, não por preocupação com as prostitutas, mas para proteger seus militares.

## Visão de missionários cristãos

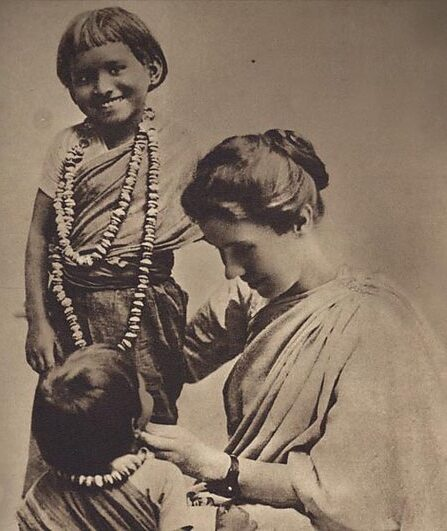
Amy Carmichael, missionária protestante, concentrou seus esforços no Império Indiano em resgatar crianças da prostituição.

Missionários cristãos opuseram-se à prostituição no Império Indiano. Também combateram a prostituição infantil em templos. Amy Carmichael, missionária da Sociedade Missionária Zenana da Igreja da Inglaterra, dedicou-se a crianças destinadas à prostituição em templos, fundando a Dohnavur Fellowship para reabilitar mil crianças, além de operar um hospital e realizar evangelismo. Após conhecer o trabalho de uma ordem religiosa anglicana chamada Irmãs Wantage de Fulham, que cuidavam de prostitutas, Pandita Ramabai—convertida ao cristianismo—fundou o Kripa Sadan (Casa da Misericórdia), centro de reabilitação para prostitutas na Índia.